# Polarissima Australis
Polarissima Australis (NGC 2573) est une galaxie spirale intermédiaire située dans la constellation de l'Octant. NGC 2573 a été découvert par l'astronome britannique John Herschel en 1837.

## Caractéristiques
En raison de sa position australe extrême (d'où son nom) et de la précession des équinoxes, l'ascension droite de NGC 2573 est passé d'une valeur aux environs de 8 heures dans les années 1860 à une valeur  qui approche les 2 heures dans les années 2000. Le pôle Sud dans son mouvement apparent sur le voûte céleste a en effet dépassé la position de cette galaxie depuis sa découverte.
La classe de luminosité de NGC 2573 est III-IV et elle présente une large raie HI.

### Distance
Sa vitesse par rapport au fond diffus cosmologique est de 2 471 ± 6 km/s, ce qui correspond à une distance de Hubble de 36,4 ± 2,6 Mpc (∼119 millions d'al).
À ce jour, quatre mesures non basées sur le décalage vers le rouge (redshift) donnent une distance de 33,275 ± 8,866 Mpc (∼109 millions d'al), ce qui est à l'intérieur des valeurs de la distance de Hubble. Notons cependant que c'est avec la valeur moyenne des mesures indépendantes, lorsqu'elles existent, que la base de données NASA/IPAC calcule le diamètre d'une galaxie et qu'en conséquence le diamètre de NGC 2573 pourrait être d'environ 26,1 kpc (∼85 100 al) si on utilisait la distance de Hubble pour le calculer.

### Classification
Wolfgang Steinicke classifie cette galaxie comme une spirale barrée, ainsi que le professeur Seligman, mais la présence d'une barre sur l'image de NGC 2573 n'est pas évidente. Aussi, la classification de spirale intermédiaire indiquée par la base de données NASA/IPAC semble mieux correspondre à cette galaxie.